# David Aliaga
David Aliaga (L'Hospitalet de Llobregat, 1989) és un escriptor, editor i traductor català.
Llicenciat en Periodisme per la Universitat Autònoma de Barcelona i Máster en Humanitats per la Universitat Oberta de Catalunya, és conegut per la seva tasca d'investigació i divulgació del fet identitari jueu en la literatura contemporània, i per la seva obra de ficció relacionada amb aquests mateixos conceptes. Amb Víctor Sorenssen va co-dirigir la segona edició de Séfer, festival del llibre jueu de Barcelona, en el marc del qual va organitzar una taula rodona en homenatge a Patrick Modiano, escriptor francès d'arrels sefardites guardonat amb el premi Nobel de literatura en aquell any.
A la revista Quimera ha coordinat dossiers monogràfics sobre els autors jueus de la Viena d'entreguerres (Stefan Zweig, Joseph Roth, Arthur Schnitzler…) i escriptors com Philip Roth o Patrick Modiano.
L'any 2021, la revista britànica Granta el va incloure en la seva selecció dels millors autors en llengua espanyola menors de 35 anys, essent l'únic autor català de la llista.

## Obra
- El año nuevo de los árboles (Oviedo, Ed. Sapere Aude, 2018).
- Y no me llamaré más Jacob (Sevilla, La Isla de Siltolá, 2016).
- Hielo (Barcelona, Paralelo Sur Ediciones, 2014).
- Inercia gris (Barcelona, Editorial Base, 2013).